# Jaskinia Kateřinská

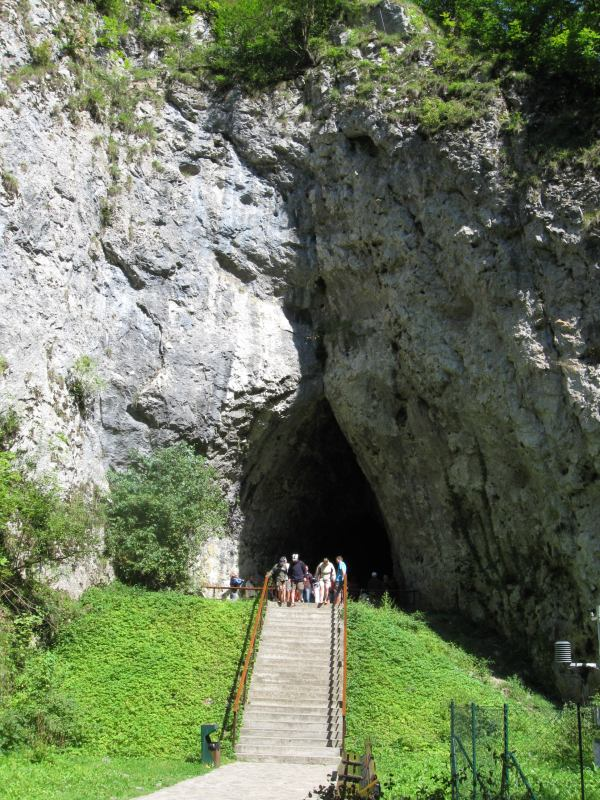
Wejście do jaskini

Jaskinia Katařinská – jaskinia krasowa w Czechach, w południowej części Moraw, kilka kilometrów od Blanska. Leży w Krasie Morawskim, jej otwór znajduje się u wejścia do Suchego Żlebu.

## Legenda o Katarzynie
Nazwa jaskini jest związana z pewną legendą. Według niej pewnego razu Katarzyna wypasała owce w tych okolicach. Kiedy nadciągnęła burza, Katarzyna była za daleko od domu. Ukryła się więc wraz ze zwierzętami w pobliskiej jaskini. Gdy burza przeszła i już miała wracać do domu, spostrzegła, że brakuje jednej z owiec. Postanowiła jej poszukać i ruszyła w głąb podziemnego korytarza. Niestety, nie znalazła ani zwierzęcia, ani drogi wyjściowej z jaskini.

## Informacje ogólne i zwiedzanie
Podziemna trasa turystyczna w jaskini ma 580 m długości. Pod ziemią panuje stała temperatura 7-8 °C. Wilgotność wynosi ok. 99%. Portal wejściowy prowadzi do Hlavniho dómu. Jest to największa podziemna komora udostępniona do zwiedzania w Czechach. Ma 97 m długości, 44 m szerokości i 20 m wysokości. Dzięki dobrej akustyce mogą się tu odbywać koncerty muzyczne. Następnie turyści przedostają się do Nowej Jaskini, gdzie można podziwiać formę naciekową w kształcie czarownicy, a także „bambusowy las”, utworzony przez liczne stalagnaty. Trasa wraca później do Hlavnego dómu, który okrąża i wychodzi tą samą drogą, którą wchodziła.